# كريس نرس
كريس نرس (بالإنجليزية: Chris Nurse)‏ هو لاعب كرة قدم بريطاني وغياني في مركز الوسط، ولد في 7 مايو 1984 في لندن في المملكة المتحدة. شارك مع منتخب غيانا لكرة القدم. أما مع النوادي، فقد لعب مع ستيفيناغ بوروه وفورت لودردايل سترايكرز ونادي ألدرشوت تاون ونادي ألدرشوت ونادي إدمونتون ونادي تاموورث ونادي شمال كارولاينا ونادي موور غرين لكرة القدم.

## وصلات خارجية
- كريس نرس على موقع قاعدة بيانات كرة القدم.إي يو (الإنجليزية)
- كريس نرس على موقع ناشيونال فوتبول تيمز (الإنجليزية)
- كريس نرس على موقع Soccerbase.com (لاعب) (الإنجليزية)
- كريس نرس على موقع Soccerway.com (الإنجليزية)
- كريس نرس على موقع عالم كرة القدم.نت (الإنجليزية)